# Finca Sansalvador
La finca Sansalvador se encuentra entre la calle de Pineda y el paseo de Nuestra Señora del Coll, en el barrio de El Coll (distrito de Gracia), Barcelona. Se trata de una obra modernista de Josep Maria Jujol, construida entre 1909 y 1910. Actualmente es sede del Taller de Historia de Gracia, que organiza visitas a la finca. Este inmueble está inscrito como Bien Cultural de Interés Local (BCIL) en el Inventario del Patrimonio Cultural catalán con el código IPA-41318.

## Historia y descripción

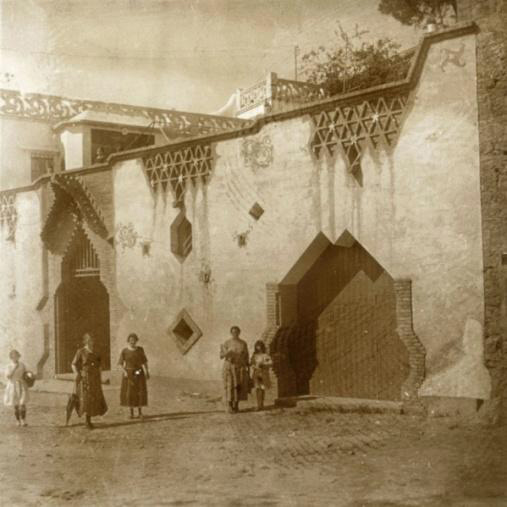
Finca Sansalvador, foto histórica.

El médico Salvador Sansalvador Castells (†1932) adquirió en 1909 una finca situada en una pendiente de la colina de la Creueta del Coll. En aquella época era esta una zona casi despoblada, de difícil acceso, ya que aún no se había construido el viaducto de Vallcarca, que posteriormente dio acceso a la zona desde la avenida de la República Argentina. Cabe señalar que El Coll pertenecía a Gracia desde 1904, cuando fue agregado a Barcelona el municipio de Horta, al que pertenecían hasta entonces tanto El Coll como Vallcarca.
La finca fue dividida en dos parcelas separadas por la calle de Pineda, la inferior destinada a la familia Sansalvador y la superior pensada para ser alquilada. Se encomendaron las obras al arquitecto Josep Maria Jujol, discípulo de Antoni Gaudí, con el que había trabajado en el cercano parque Güell. Jujol trabajó con Gaudí entre 1907 y 1914, época en la que ya mostró una fuerte personalidad y genio creativo. Desarrolló un estilo heterodoxo, en el que mezclaba el misticismo católico con un sentido de la decoración casi surrealista, con gusto por la caligrafía, las imágenes orgánicas —cercanas a la obra de Joan Miró— y la mixtificación de técnicas y materiales. Mucha de su producción la realizó en el Bajo Llobregat —especialmente San Juan Despí— y Tarragona. De sus obras en Barcelona destaca la casa Planells (1923-1924), donde muestra cierta influencia del expresionismo alemán y del organicismo practicado en la época por Frank Lloyd Wright. En la posguerra pasó a un academicismo antivanguardista de inspiración franciscana muy alejado de sus obras iniciales.

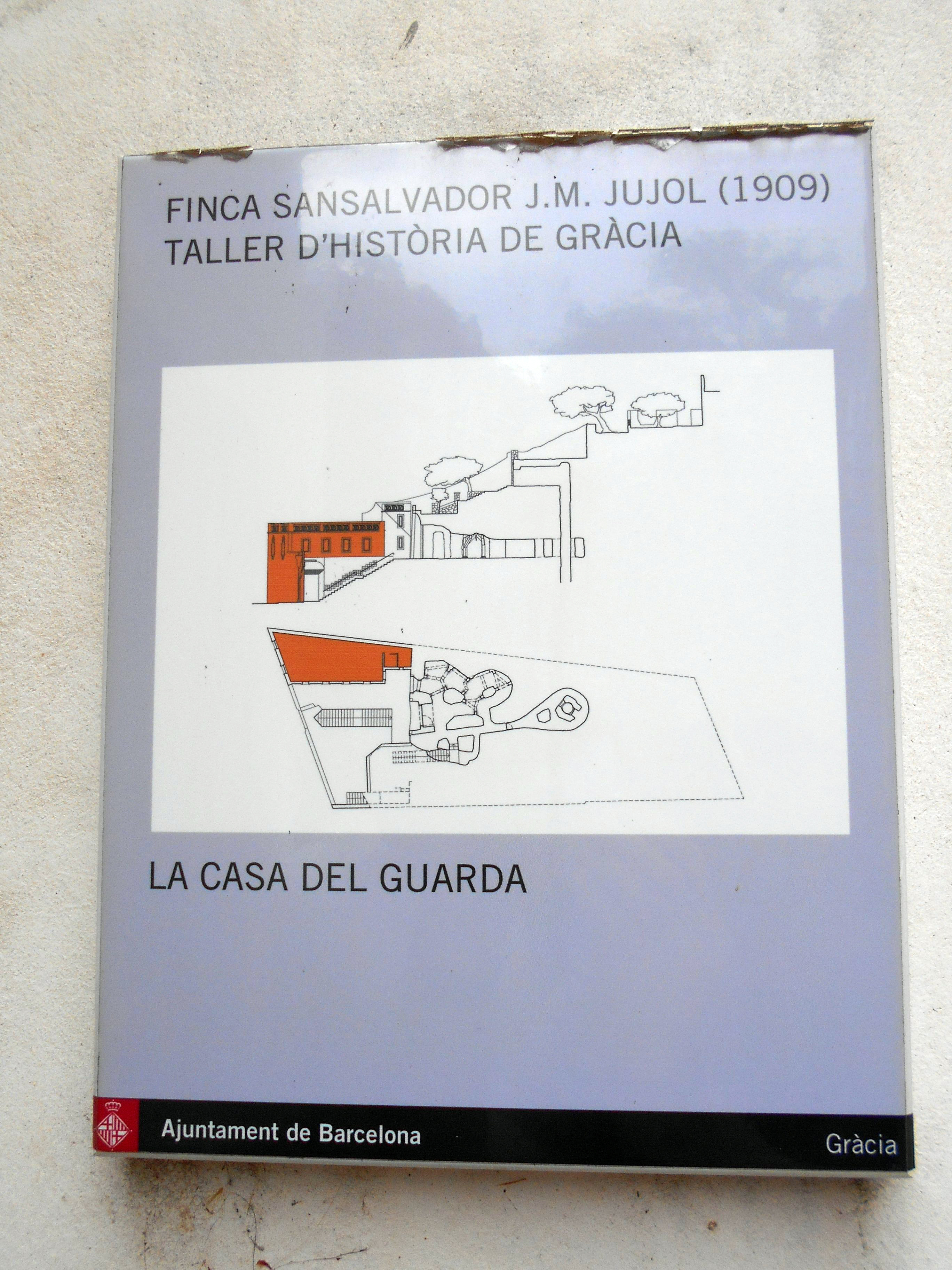
Plano de la finca.

Entre 1909 y 1910 se construyó el muro de cerca, la cochera y la portería, y se trazó el jardín, estructurado en varias terrazas para salvar el desnivel, un jardín de montaña de estilo romántico. Al poco de iniciarse las obras se encontró un pozo de agua que, tras ser analizada, resultó tener una cierta cantidad de radio, por lo que fue comercializada por sus supuestas propiedades medicinales —hacía poco que se había descubierto la radiación y se pensaba que era beneficiosa—, con la marca Agua Radial. Se cavó entonces una cueva artificial para acceder mejor al pozo. El agua se comercializó en farmacias y colmados, pero también se servía en la misma finca, por lo que durante un tiempo tuvo gran afluencia de público, hasta que al cabo de un tiempo la mina prácticamente se agotó.
Poco después, las obras se pararon por problemas económicos de la familia Sansalvador, con lo que la casa se quedó sin construir, tan solo se pusieron los cimientos y unas pilastras de lo que debía ser el sótano. El doctor Sansalvador se instaló en el piso de portería, donde vivió unos años. Durante la Guerra Civil, la cueva sirvió de refugio antiaéreo para los vecinos de la zona. Más adelante, en los años 1940, la familia alquiló la portería y la cochera, rehabilitada como vivienda. Sin embargo, la finca quedó afectada por el proyecto urbanístico de los Tres Turons y, en 1979, la familia Sansalvador vendió la finca al Ayuntamiento de Barcelona. Durante un tiempo quedó en estado de semiabandono, hasta que pasados unos años fue cedida para su gestión al Taller de Historia de Gracia. Tras ser restaurada, en 2013 fue abierta al público.
Del conjunto arquitectónico construido destaca el muro de cerca correspondiente a cochera y portería, de ladrillo estucado con azulejos y elementos de obra vista en la parte superior. Presenta dos puertas de acceso —principal y de la cochera—, de formas mixtilíneas; en la principal, que da acceso al piso de portería, destaca la reja de forja de hierro, coronada por un elemento floral de platina doblada y una marquesina de azulejo cerámico. La puerta de cochera presenta un original dintel de forma triangular dentada, confeccionado de ladrillo visto. Las paredes están decoradas con esgrafiados de motivos entre los que se aprecian cruces y la letra S, por el propietario de la finca. Las ventanas son de formas poligonales, algunas con marcos de madera.
El piso de portería, hoy usado como sala polivalente, tiene un suelo de baldosas en colores blanco, verde y azul, y un arrimadero de cerámica con motivos florales. En el patio de este piso hay un acceso a la cueva, en forma de arco parabólico con reja de hierro, y dos ventanas, una elíptica y otra romboidal. De lo que debía ser la torre solo se construyó la base del que sería el sótano, con unas pilastras de dintel triangular. En el acceso a este nivel a través del jardín destacan unas escaleras sustentadas sobre una bóveda catalana de ladrillo, un recurso estructural que aquí queda a la vista como un elemento ornamental más. Desde el nivel de este piso a medio edificar unas escaleras acceden al nivel de la calle Pineda, donde hay una verja de hierro forjado rematada con una cruz.
Por su parte, en la parcela superior se construyó entre 1916 y 1917 una casa, obra igualmente de Jujol. Fue bautizada como casa Queralt, por la patrona de Berga, localidad de origen de la familia Sansalvador. Es una torre de cuatro vientos donde destacan los elementos de forja y los esgrafiados, además del muro de cerca en diente de sierra. En la actualidad es residencia particular.
Al lado de la finca Sansalvador, en el n.º 81 del paseo de Nuestra Señora del Coll, se encuentra la Villa Conchita, con un original muro de cerca de estilo igualmente modernista, obra de Marceliano Coquillat de 1911.

## Galería

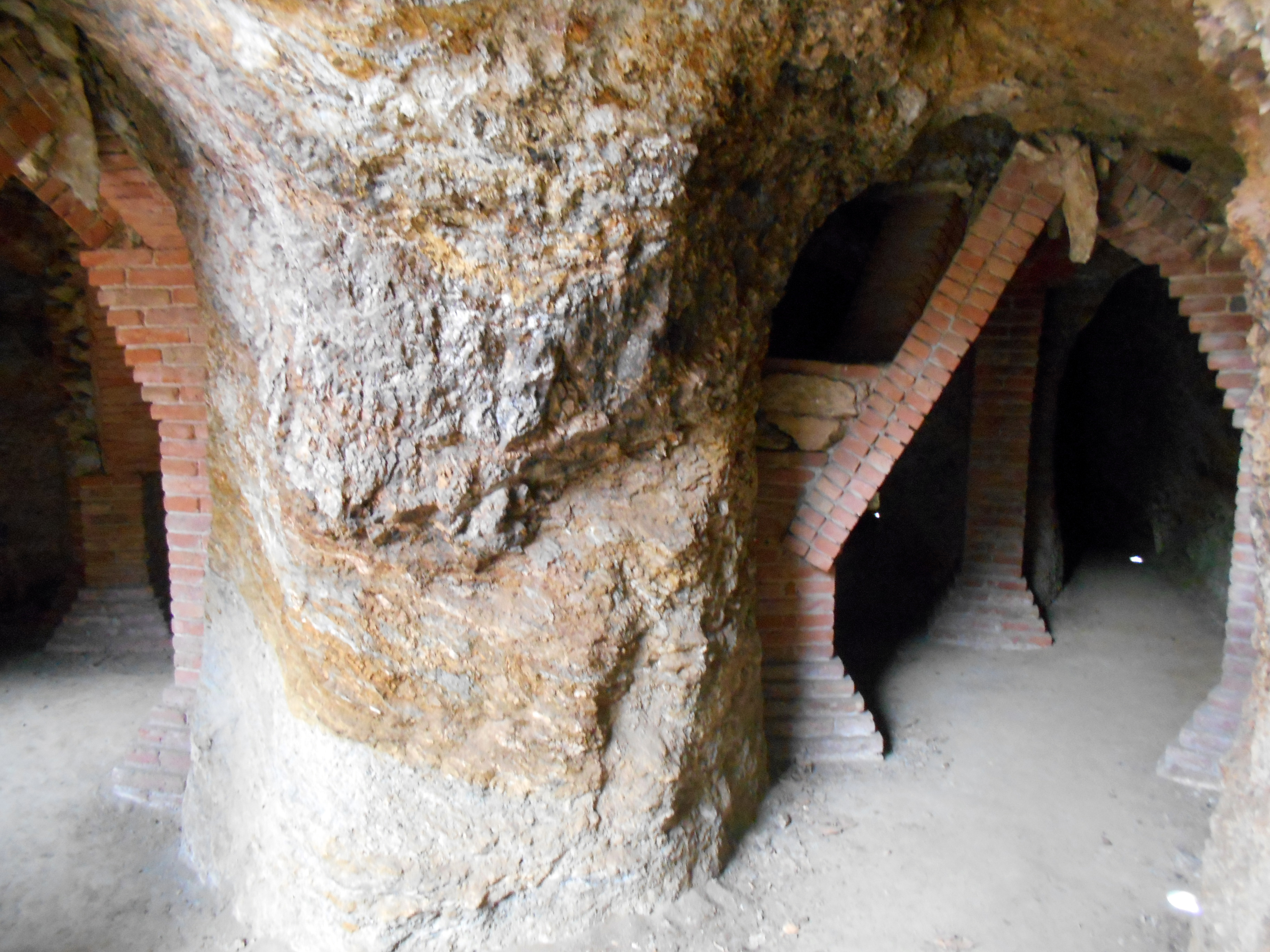
Cueva.
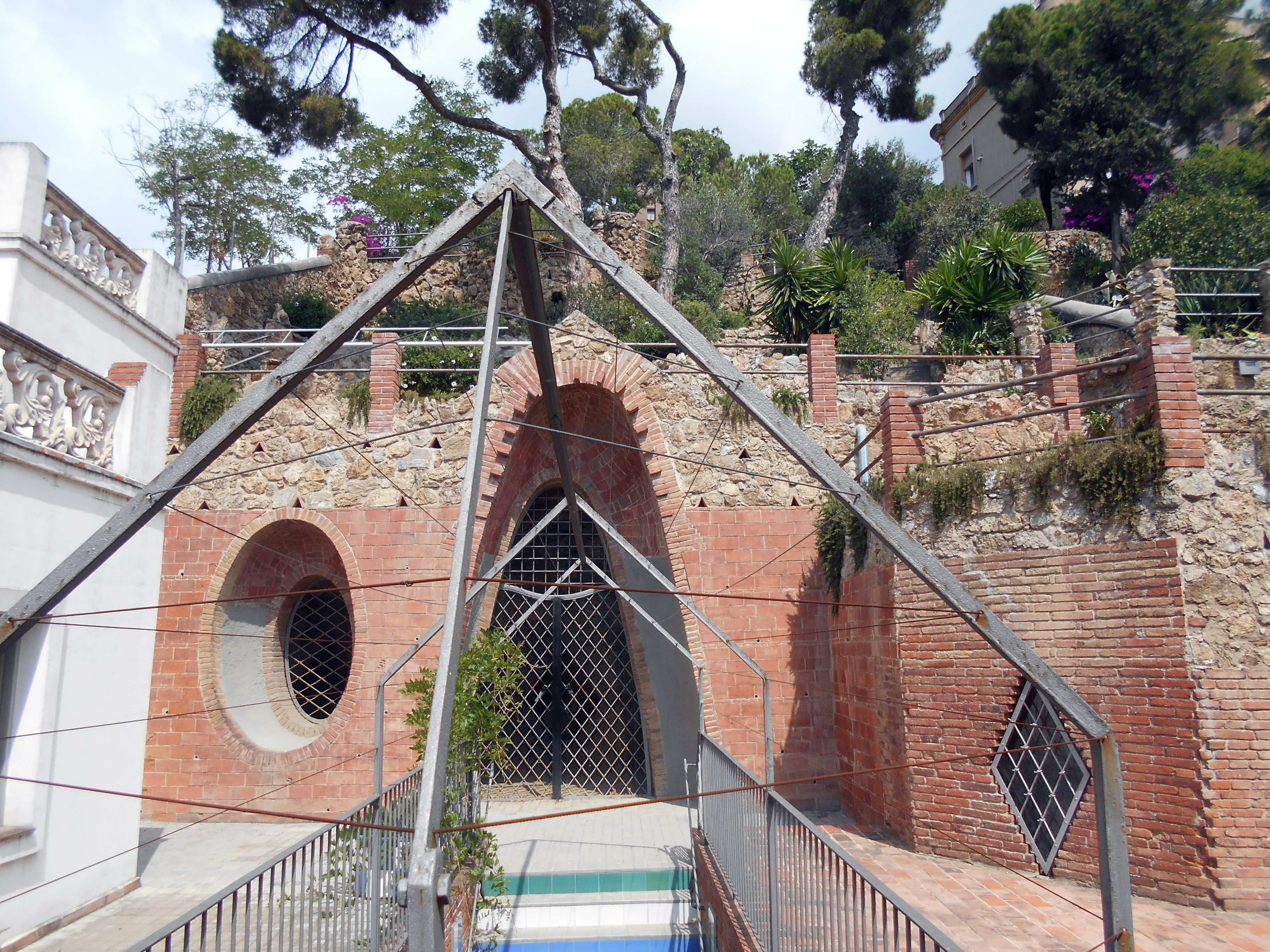
Patio de portería.
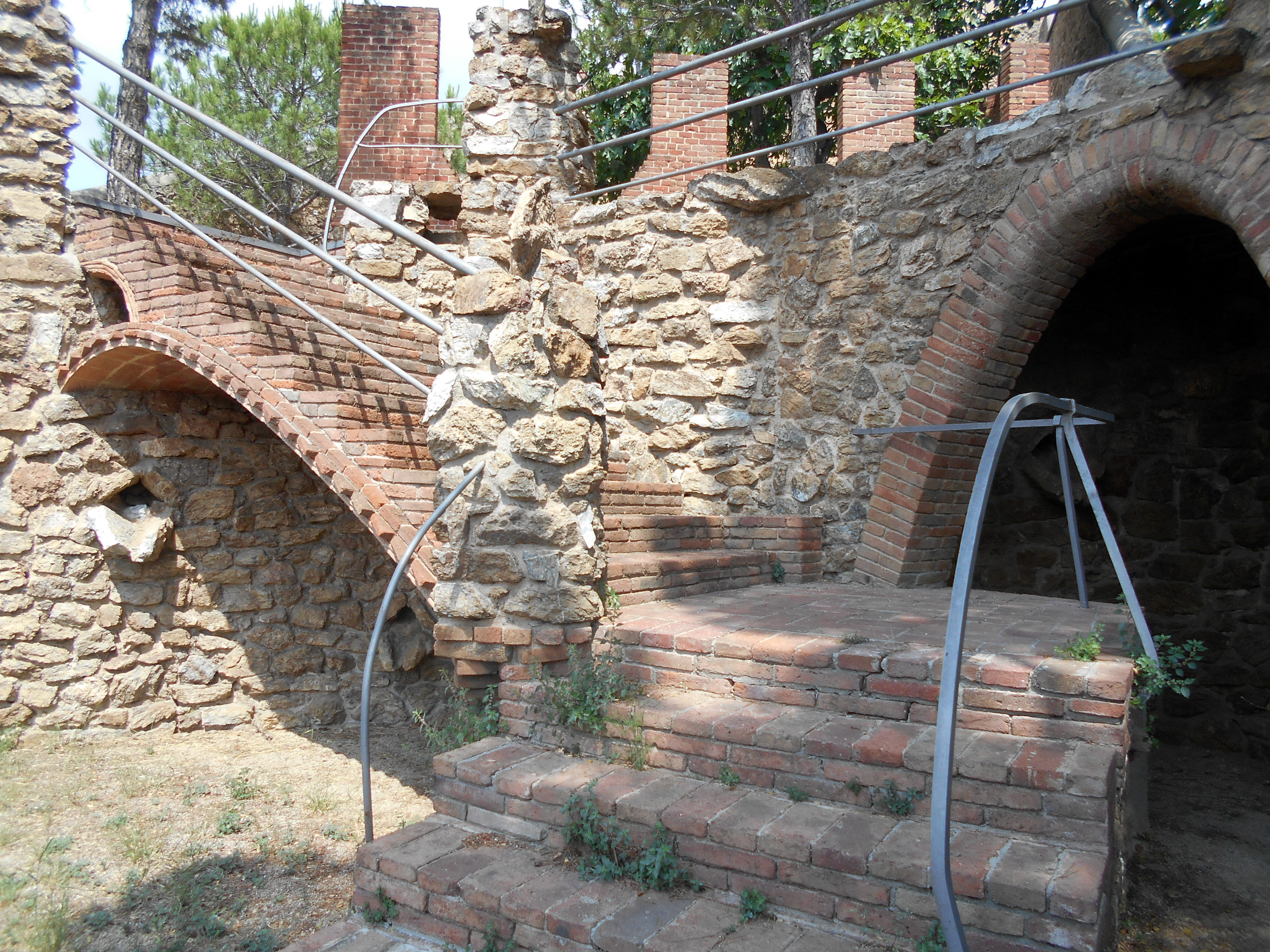
Escaleras del jardín.
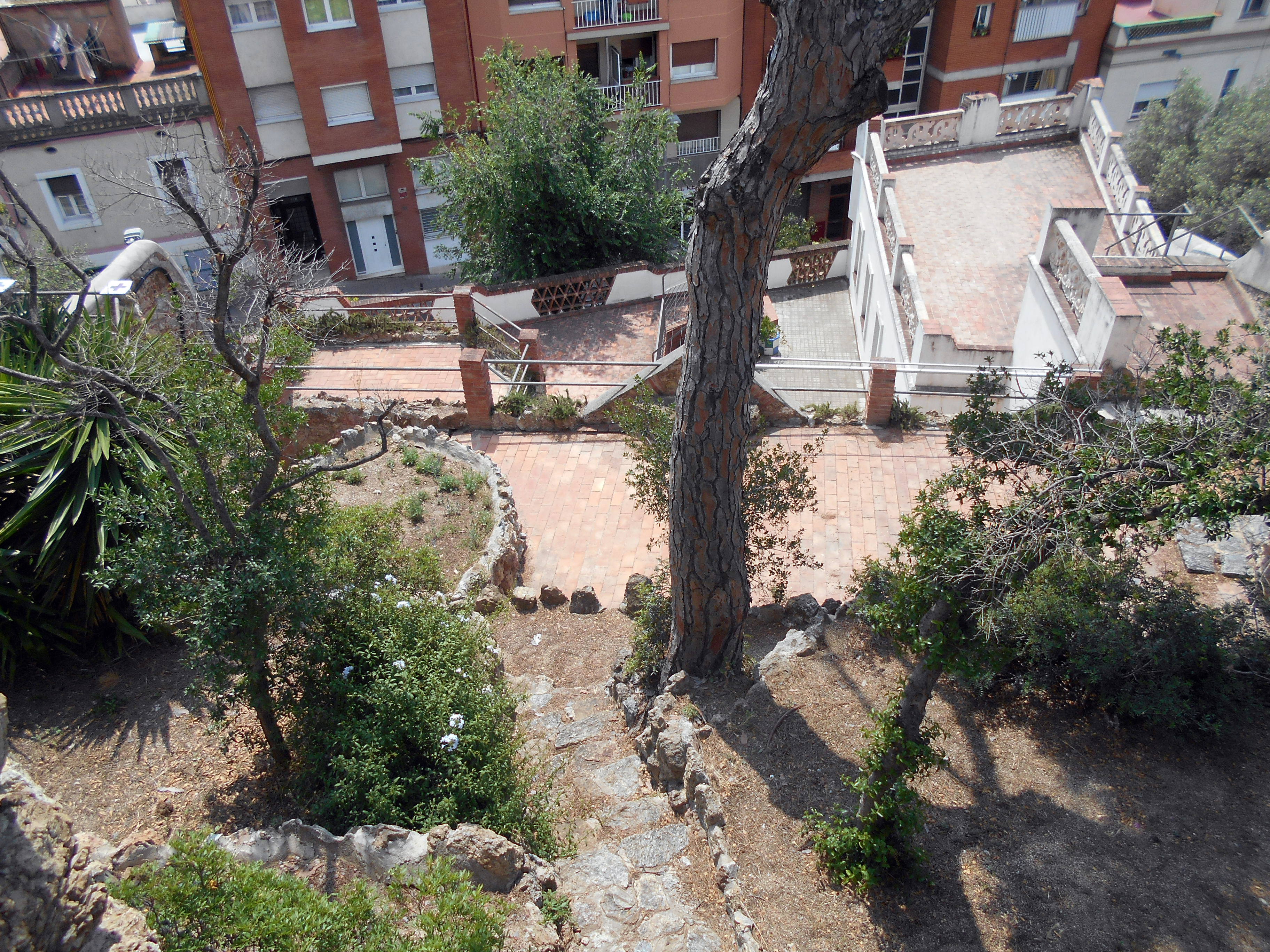
Jardín.
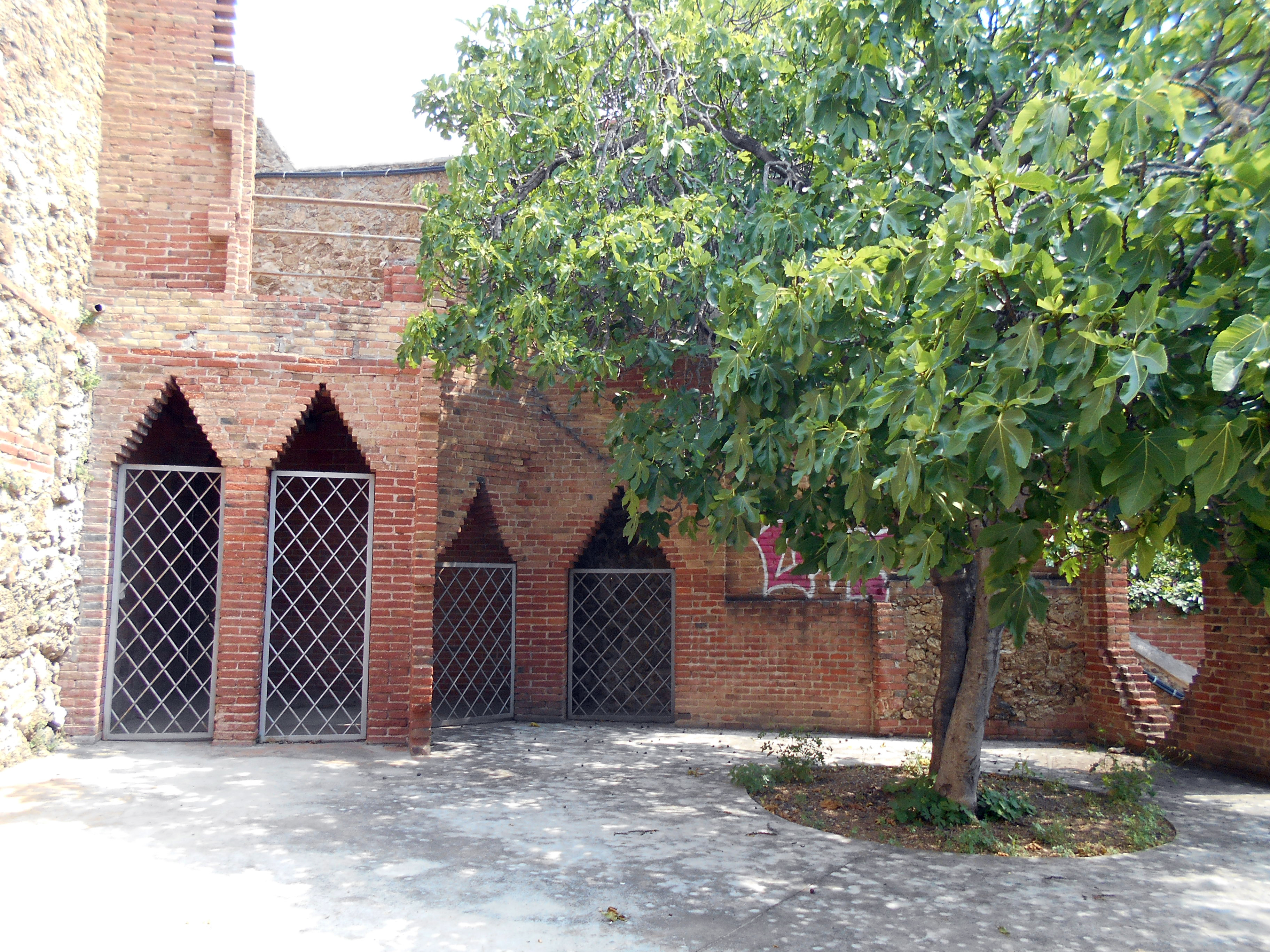
Cimientos de la casa.
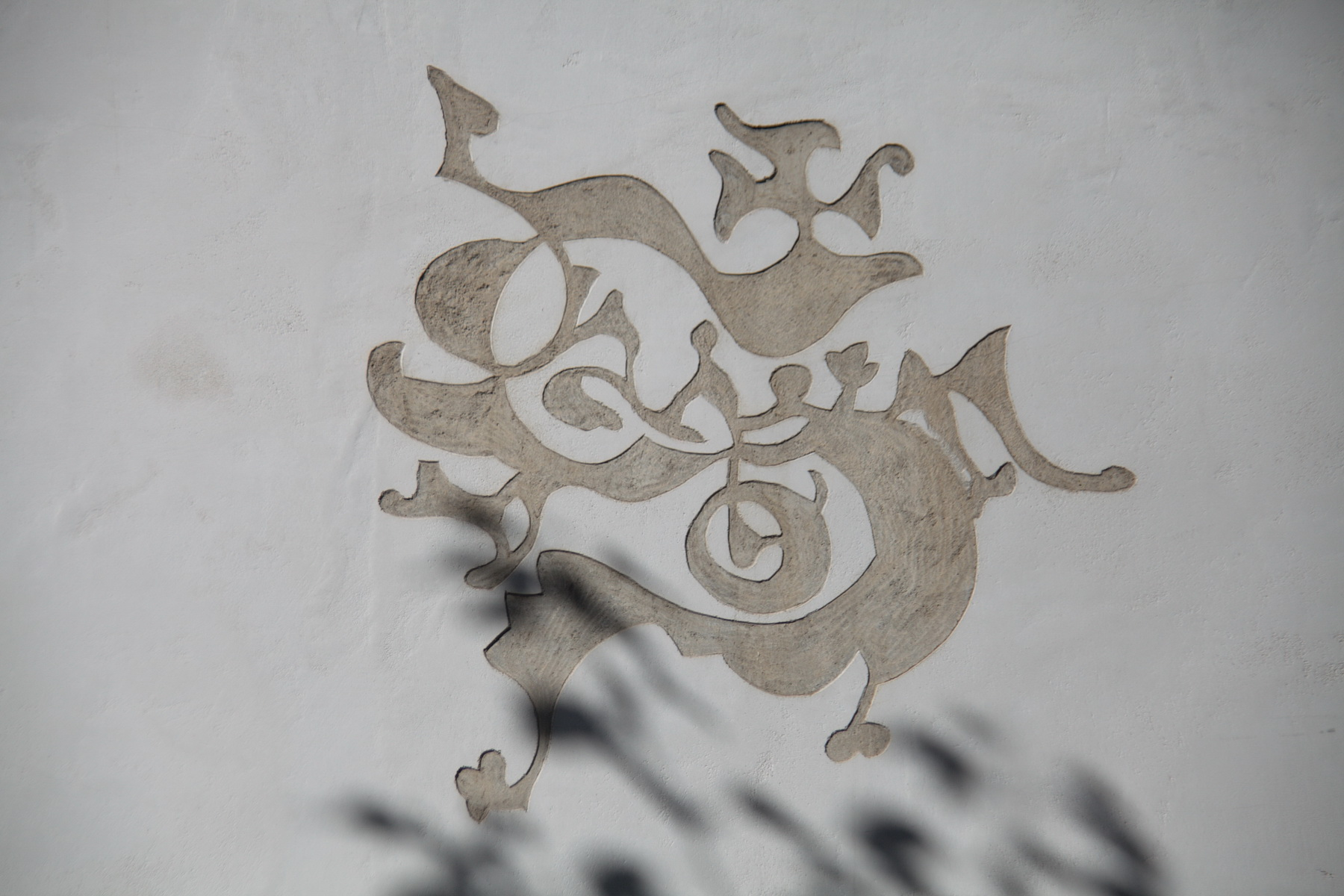
Esgrafiado.